# Sturry
Sturry è un villaggio e parrocchia civile dell'Inghilterra, appartenente alla contea del Kent.

## Collegamenti esterni

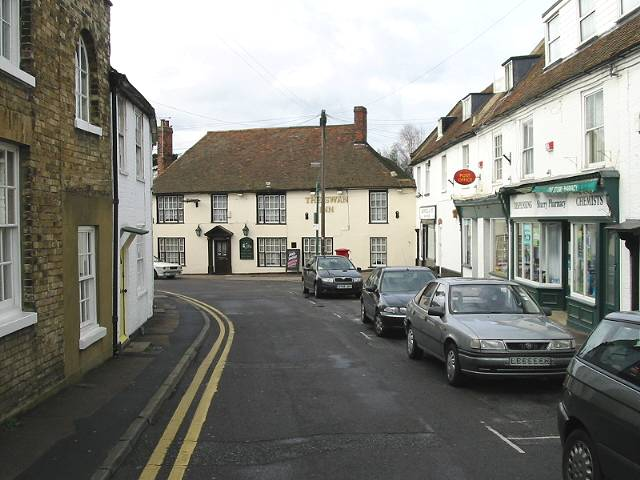
High Street a Sturry